# Suzanne Comhaire-Sylvain
Suzanne Comhaire-Sylvain, née le 6 novembre 1898 à Port-au-Prince et morte au Nigeria le 20 juin 1975, est la première femme anthropologue haïtienne.
Étudiante de Marcel Mauss puis de Bronisław Malinowski, elle est spécialiste du créole et du conte haïtien. Elle participe au projet, mené par l'UNESCO et dirigé par Alfred Métraux, sur l'éducation de base en Haïti. Elle mène ensuite diverses études sur la condition féminine et sur la littérature orale en Afrique. 

## Biographie
Née le 6 novembre 1898 à Port-au-Prince, en Haïti, elle est la fille d'Eugénie Malbranche et de Georges Sylvain, militant haïtien et symbole de la résistance contre l'Occupation américaine. Son oncle Benito Sylvain a été l'un des pères fondateurs du mouvement panafricain.
Elle fait partie d'une fratrie de sept enfants. Sa sœur, Madeleine Sylvain-Bouchereau (1905-1970), sociologue et éducatrice, est l'une des principales fondatrices de la Ligue d'action sociale des femmes, la première organisation féministe en Haïti, alors que sa sœur cadette, Yvonne Sylvain (1907-1989), a été la première femme médecin du pays. Son frère, Normil Sylvain (1900-1929), a fondé La Revue indigène, qui publie de la poésie et de la littérature haïtiennes. Son plus jeune frère, Pierre Sylvain (1910-1991), un botaniste, a rendu compte de la production de café en Éthiopie.
Elle étudie à Kingston et Port-au-Prince avant d'obtenir sa licence et de soutenir un mémoire de fin d'études à l'École pratique des hautes études à Paris sous la direction de Marcel Mauss. Sa recherche porte d'abord sur le folklore haïtien, particulièrement les contes, et sur les origines de la langue créole, un idiome considéré comme mineur et sans valeur à l'époque. Ignoré par ses pairs, son travail suscite néanmoins l'intérêt de l'anthropologue polonais Bronislaw Malinowski. Ce dernier l'invite à Londres, où elle devient son assistante de recherche tout en étudiant à l'université de Londres et, plus tard, à la London School of Economics. Elle mène également des recherches au British Museum, à l'origine de son travail majeur concernant les racines africaines du créole haïtien.

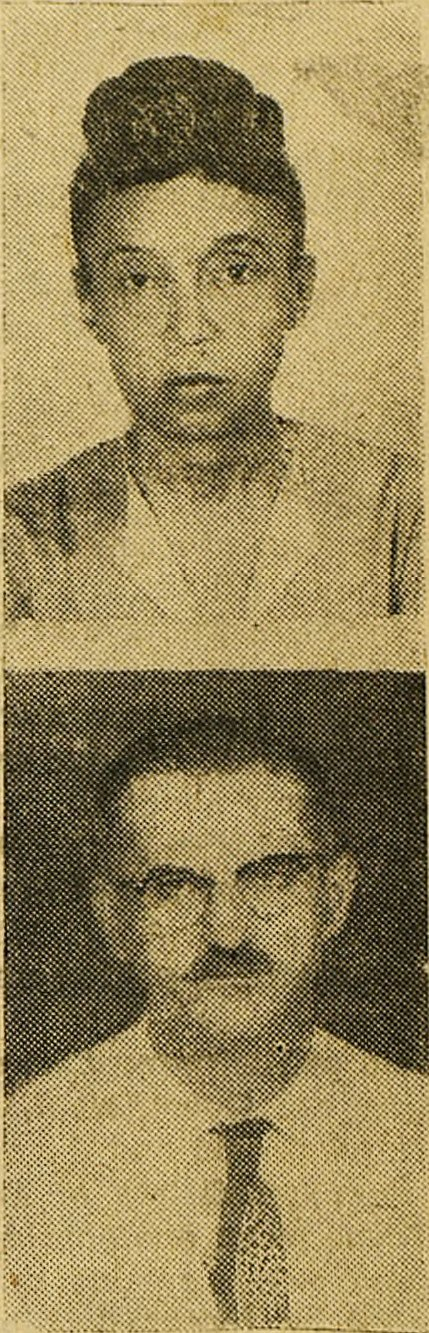
Suzanne et son mari Jean Comhaire en 1957.

En 1947-1949, à la demande d'Alfred Métraux, qui dirige le projet pilote de l'Organisation des Nations unies pour l'éducation, la science et la culture (UNESCO) sur l'éducation de base en Haïti, Suzanne Comhaire-Sylvain effectue des recherches de terrain dans la vallée de Marbial, en Haïti, en compagnie de son mari, Jean Comhaire, anthropologue lui aussi. Plus tard, elle mène des enquêtes à Kenscoff (Haïti), à Kinshasa (Congo), à Lomé (Togo) et à Nsukka (Nigeria). Elle a également enseigné à la New School for Social Research de New York et a été membre du conseil de tutelle des Nations unies pour le Togo et le Cameroun sous administration française.
Suzanne Comhaire-Sylvain meurt dans un accident de voiture au Nigeria le 20 juin 1975. En 2014, ses papiers ont été catalogués et mis à disposition par les archives de Californie.

## Publications
Son travail (qui compte plus de 200 articles) a reçu de nombreuses distinctions, comme le Prix de l'Alliance française, la Médaille de l'Académie française, la Grande Médaille de l'Alliance française et la Médaille de la Société pour l'encouragement du progrès.
- 1937 : Les Contes haïtiens (I-II), Paris, Wetteren (Belgique), imprimerie De Messter.
- 1938 : À propos du vocabulaire des croyances paysannes, Port-au-Prince, Haïti.
- 1938 : Contes du pays d'Haïti, Port-au-Prince, Haïti.
- 1938 : Loisirs et divertissements dans la région de Kenscoff, Haïti (avec Jean Comhaire-Sylvain), Travaux Publics, Bruxelles.
- 1940 : Le Roman de Bouqui, imprimerie du Collège Vertières, Port-au-Prince, Haïti.
- 1952 : La alimentación en la región de Kenscoff, Haïti (avec Jean Comhaire-Sylvain), América Indígena, Mexico, D. F.
- 1953 : Haitian Creole: Grammar, Texts, Vocabulary (avec Robert Anderson Hall, Alfred Métraux), American folklore society, Philadelphia ; American Anthropological Ass.: Menasha, Wis. (American Folklore Society, New York, Kraus Reprint, 1969)
- 1959 : Naissance, mort, état-civil à Kenscoff, Haïti, (avec Jean Louis Léopold Comhaire), Bruxelles.
- 1959 : Stratification urbaine en Haïti (avec J. Comhaire-Sylvain), Institut de recherche économique et sociale, université de West Indies, Kingston, Jamaïque, W. I.
- 1962 : Considérations sur les migrations à Addis Abeba [préparé pour le Collège universitaire d' Addis Abeba], S. L. : S. N.
- 1968 : Femmes de Kinshasa hier et aujourd'hui, Les Microfilms, Le Haye /Mouton, Paris.
- 1970 : Le Nouveau Dossier Afrique. Situation et perspectives d'un continent (avec Jean Louis Léopold Comhaire), Verviers, Gérard & cie, 1970, ©1971 (avec Jean Comhaire, Fernand Bezy, Francis Olu Okediji, Pierre L. Van den Berghe, Amadou Mahtar m'Bow), Verviers, Marabout, 1975.
- 1974 : Jetons nos couteaux ! : Contes des garçonnets de Kinshasa et quelques parallèles haïtiens, Centre d'études ethnologiques, Bandundu, Zaïre.
- 1975 (?) : Contes haïtiens : Textes intégrales créole-français, CEEBA, Bandundu, Zaïre.
- 1979 : Le Créole haïtien, Slatkine Reprints, Genève.
- 1982 : Femmes de Lomé, CEEBA, Bandundu, Zaïre ; Steyler Verlag (distributeur) : Saint Augustin, Rép. féd. d'Allemagne.
- 1982 : Maï-ndombe : Paysages, Histoire, Culture (Rép. du Zaïre), Suzanne Comhaire-Sylvain et coll.. CEEBA : Bandundu, Zaïre.
- 1984 : Les Montagnards de la région de Kenscoff (Rép. d'Haïti), Une société Kongo au-delà des mers (avec Jean Comhaire), CEEBA, Bandundu, Zaïre.
- 1991 : Société résidente ? Crac ! : Contes du pays d'Haïti (avec Casimir Maruzen Camarades et al.), Maruzen Contraintes, Tokyo.

## Annexe